# منطقه ۱۶ شهرداری تهران
منطقه ۱۶ شهرداری تهران از مناطق جنوب شرقی شهر تهران است. با ۱۶۵۱ هکتار وسعت در شمار مناطق کوچک شهر تهران به‌شمار می‌رود. منطقه شانزده از شمال به خیابان شوش، حدفاصل انبار نفت و میدان شوش، از شرق به خیابان فدائیان اسلام حدفاصل میدان شوش و بزرگراه آزادگان، از جنوب به بزرگراه آزادگان (حدفاصل خیابان فدائیان اسلام تا پل دوم آزادگان) و از غرب خیابان بهمنیار و بزرگراه شهید تندگویان و بزرگراه نواب محدود می‌شود. منطقه شانزده با مناطق هفده ،نوزده، بیست، پانزده، یازده و دوازده همسایه است. پارک بعثت با وسعت ۴۶ هکتار بزرگ‌ترین پارک منطقه و از جمله پارک‌های با مساحت زیاد در میان پارک‌های تهران منطقه شانزده قرار دارد. همچنین راسته بلورفروش‌های تهران در این منطقه قرار دارد. منطقه به شش ناحیه و نه محله تقسیم می‌شود. از جمله محله‌های قدیمی و مطرح این منطقه می‌توان اشاره کرد به جوادیه، نازی‌آباد، یاخچی‌آباد، باغ آذری، و خزانهشماری از چهره‌های هنری، سیاسی و ورزشی در محله‌هایی از منطقه شانزده به دنیا آمدند و بزرگ شدند. از جمله می‌توان اشاره کرد به ساعد باقری، بهروز پیروزیان، اکبر عبدی، پرویز پرستویی، مرتضی فنونی‌زاده، حمید استیلی، فرشاد پیوس، امیر قلعه‌نویی

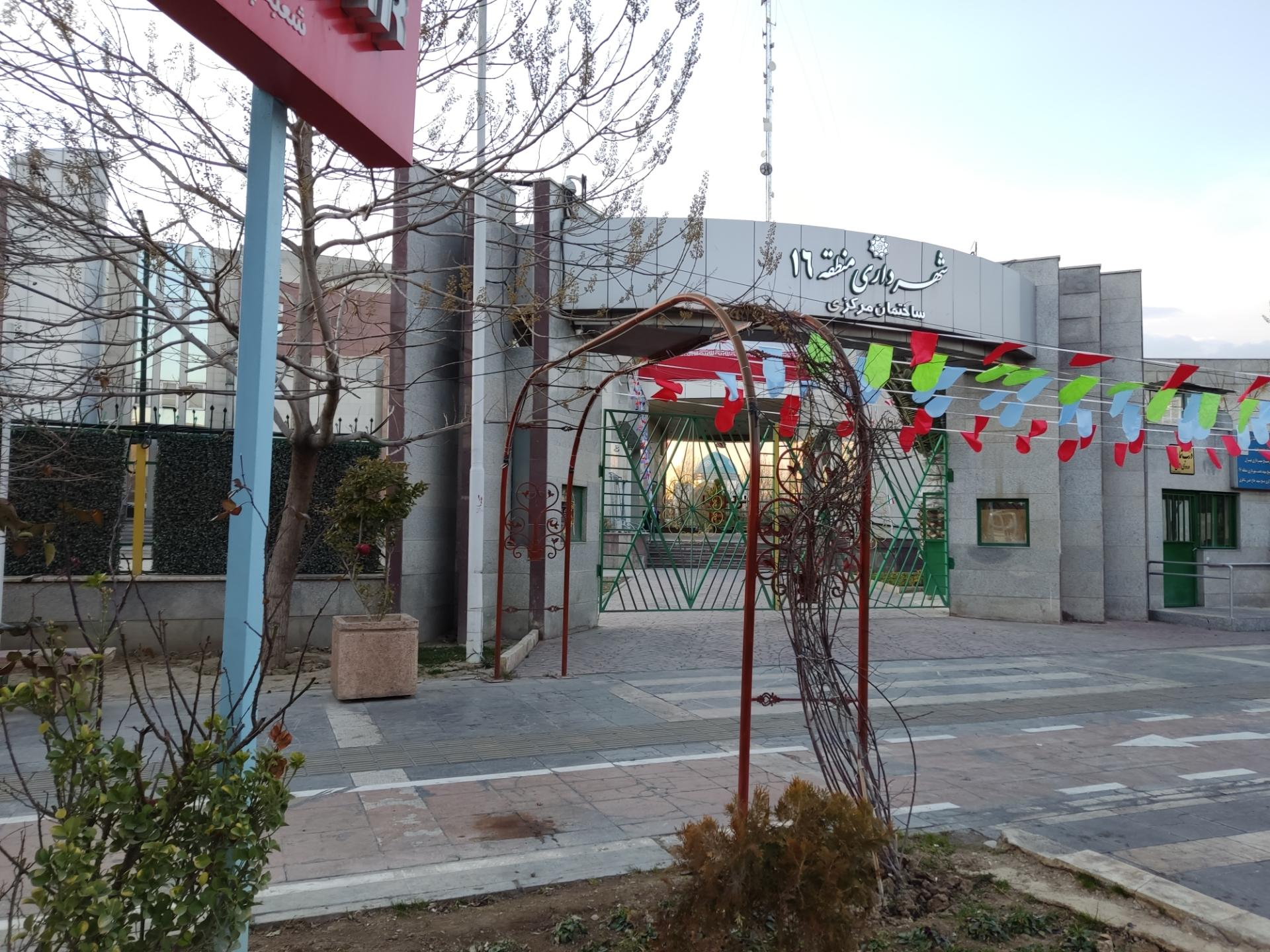
ورودی شهرداری منطقه ۱۶

## تاریخچه
سابقه شکل‌گیری و گسترش کالبدی منطقه ۱۶ به سال ۱۲۹۹ و روی کار آمدن رضاشاه بر می‌گردد. عوامل متعددی در بسط و گسترش این منطقه در فاصله سال‌های ۱۲۹۹ تا ۱۳۲۰ مؤثر بود که به برخی از آن‌ها اشاره می‌شود.
1. اِعمال سیاست‌های توسعه صنعتی و خدماتی در دوره رضاشاه
2. موقعیت محدوده در جنوب تهران آن روزگار قرار داشتن بازار در این منطقه
3. قرار داشتن منطقه درمسیر راه‌های مهم ارتباطی به جنوب کشور

- در ادامه، عناصر مهم و چگونگی تأثیر آنها بر روند تحولات کالبدی منطقه بر حسب دوره‌های مهم توسعه کالبدی آن مورد بررسی قرار می‌گیرد. در سال‌های ۱۲۹۹–۱۳۲۰ ایستگاه کیرآهن عنصری مهم و تأثیر گذاری بر شکل‌گیری هسته‌های صنعتی و خدماتی و گسترش کالبدی منطقه بوده‌است. ایجاد ایستگاه راه‌آهن درجنوب محدوده شهر و جنوب بازار باعث استقرار واحدهای صنعتی و خدماتی دیگری – شامل بلور سازی، سیلو، کارخانه‌های چیت‌سازی، کشتارگاه تهران، کارخانه آرد و تعدادی انبار و بنگاه باربری – برای پاسخگویی به نیازهای بازار تهران در قسمت شمال شرق محدوده کنونی منطقه شد.[۸] جاده قدیم شهرری (فدائیان اسلام) و کوره‌های آجر پزی موجود (کوره‌های امین‌الضرب در محل گودهای جنوب شوش) و کوره‌های جدیدی که در اراضی پست و گود محدوده (عمدتاً درقسمت شرق آن) استقرار یافته بودند نیز مؤثر بود. خاصه اینکه مراکز یاد شده برای تأمین بخشی از نیازهای توسعه شهری جدید تهران ایجاد شده بودند.[۸]
- در سال‌های ۱۳۲۱–۱۳۴۱، واحدهای صنعتی و خدماتی شکل گرفته بر قرار بود. علاوه بر آن‌ها صنایع و واحدهای بزرگ خدماتی دیگری هم ایجاد شد؛[۸] مراکزی مانند انبارهای کالای راه‌آهن، مجتمع کارخانجات راه‌آهن، انبارهای گمرک (هرسه در محوطه راه‌آهن)، شرکت حمل و نقل قند و شکر، کارخانجات دخانیات، انبار و بنگاه‌های باربری واقع در جنوب بازار در امتداد جنوبی خیابان شوش تأسیس شد. همچنین کارگاه‌های صنعتی، بنگاه‌های باربری و انبارهای طرفین قسمت جنوب خیابان شهید رجائی بنیاد نهاد شده که منجر به ایجاد فرصت‌های شغلی جدید و جذب و اسکان بخش مهمی از جمعیت مهاجر به تهران در گستره منطقه و توسعه کالبدی آن شد.[۸]
- تأسیسات راه‌آهن، سیلو، کارخانه‌های چیت سازی، بلور سازی و کشتارگاه نیز سبب ایجاد و توسعه جوادیه در شمال غرب منطقه شد که محل استقرار کار گرها و مهاجرها شد.[۸] متأثر از این گسترش اراضی نازی‌آباد با مساحت سه میلیون متر مربع و ۲۸۰۰ قطعه مسکونی به اندازه‌های ۲۰۰ الی ۶۰۰ متر مربع تقطیع و به کارگران و کارمندان کارخانه‌های این منطقه ارائه شد. در فاصله کوتاهی بین سال‌های ۱۳۳۱ تا ۱۳۴۰ به زیر ساخت وسازهای عمدتاً مسکونی رفت. مجموعه آپارتمانی چهارصد دستگاه نیز برای تأمین مسکن شاغلان سیلو، سازمان حمل ونقل قند و شکر و کارخانه دخانیات، به وسیله دولت ساخته شد.[۸] همچنین محله علی‌آباد و مجدالدوله نیز بر اثر اسکان جمعیت مهاجر شاغل در صنایع و واحدهای خدماتی تازه تأسیس توسعه یافت. محله‌های علی‌آباد جنوبی و احمدآباد بالا هم به واسطه صنایع و کارگاه‌های پیش گفته و همچنین کوره‌های آجرپزی جنوب شرق و انبارها و صنایع تازه احداث دو طرف قسمت جنوبی خیابان کنونی شهید رجایی به وجود آمدند.[۸]
- در فاصله سال‌های ۱۳۴۲–۱۳۵۷ صنایع و واحدهای خدماتی تازه تأسیس همانند سنگ‌بری‌های جنوب غرب چهارراه فرح‌آباد، نیروگاه بعثت، بنگاه‌های حمل و نقل و سنگ بری جنوب شرق محدوده، پایانه مسافربری جنوب، بنگاه‌های آهن فروشی خیابان‌های ستاره و مهرآبادی، بنگاه‌های باربری و انبارهای شمال شرق محله باغ آذری و شمال غرب چهار راه فرح‌آباد فرصت‌های شغلی جدیدی ایجاد کردند.[۸] همچنین به عنوان مهم‌ترین عناصر تأثیر گذار بر گسترش کالبدی منطقه عمل کردند. وجود فرصت‌های شغلی ناشی از توسعه فعالیت صنایع و واحدهای خدماتی در غرب خیابان کنونی فدائیان اسلام نیز پایانه مسافربری جنوب و بنگاه‌های باربری و انبارهای احداث شده در محل کوره‌های آجرپزی جنوب شرق باعث گسترش کالبدی محله‌های خزانه به سمت جنوب، علی‌آباد و مجدالدوله به سمت شمال و شرق علی‌آباد جنوبی شد.[۸] این ساخت و سازها برای پاسخگوئی به نیاز مهاجران و جویای کار و شاغلان صنایع و واحدهای خدماتی موجود در منطقه بود. مجموعه آپارتمانی و ویلایی هزار دستگاه نیز برای پاسخگوئی به نیاز مسکن سیل زدگان سال ۱۳۴۱ جنوب شهر، نیروهای شهربانی و تعدادی از شاغلان صنایع و واحدهای خدماتی قسمت شمال محدوده ساخته شد.[۸]
- در فاصله سال‌های ۱۳۵۸–۱۳۶۷ به تبع کند شدن آهنگ رشد و توسعه صنعتی و خدماتی تهران، قرارگیری منطقه در محدوده شهر و تبدیل آن به یکی از مناطق بیست‌گانه شهرداری بر اساس تقسیمات شهری سال ۱۳۵۹ رشد کالبدی این منطقه نیز کند شد.[۸] همچنین اعمال محدودیت‌های استقرار و توسعه صنایع و واحدهای خدماتی متوسط و بزرگ در سطح منطقه و انتقال تعدادی از صنایع، انبارها و بنگاه‌های باربری به خارج از منطقه برکند شدن رشد کالبدی منطقه شانزده دامن زد. در این دوره، تنها توسعه کالبدی بسیار محدودی در سطح منطقه شامل ایجاد سه شهرک مسکونی کوچک مقیاس شهید بهشتی، سیدآباد و فهیم آباد صورت پذیرفت. این شهرک‌ها به منظور تأمین مسکن ارزان قیمت برای شهروندان تهران از جمله تعدادی از ساکنان منطقه ایجاد شدند.[۸]
- در سال‌های ۱۳۶۸–۱۳۸۱ با تشدید محدودیت‌های اعمال شده به وسیله دولت و شهرداری تهران برای کنترل توسعه فیزیکی تهران و مهار توسعه و ایجاد واحدهای صنعتی و خدماتی در محدوده و حریم شهر، دیگر گسترش صنعتی و کارگاهی به عنوان متغیر و محرک منطقه شانزده برای گسترش کالبدی به‌شمار نمی‌آید[۸] بلکه دلیل مهم و اساسی رشد کالبدی منطقه شانزده ناشی از متغیر دیگری است. به واقع به دلیل افزایش هزینه زمین و مسکن در مناطق مرکزی و شمال تهران، عامل تأمین مسکن ارزان قیمت برای شهروندان تهران نقش بیشتری در گسترش کالبدی منطقه پیدا کرد. بخش مهمی از توسعه‌های مسکونی در اراضی کوره‌های آجرپزی و کشاورزی قسمت جنوبی ناشی از این امر بوده‌است. در این زمینه شبکه‌های دسترسی نقش مهمی در مکان‌یابی و نحوه گسترش آنها داشته‌اند. شهرک وصال در ارتباط با دسترسی به بزرگراه آزادگان و شبکه راه‌های منتهی به خیابان‌های شهید رجایی و بهمنیار شکل گرفت. شهرک چهارده معصوم نیز در جوار خیابان فدائیان اسلام ایجاد شد. مجتمع‌های مسکونی دانشگاه امیر کبیر، کوثر، ابریشم، چیت سازی ری و پروژه‌های انبوه‌سازی درحال احداث و شرق محله سیدآباد نیز به واسطه خیابان منتهی به شریان‌های اصلی منطقه، مکان‌یابی و احداث شدند تا ساکنان آنها با سهولت بیشتری به مراکز مهم فعالیتی موجود در منطقه و خارج از آن دسترسی داشته باشند.[۸]

## اطلاعات عمومی
در این بخش اطلاعاتی دربارهٔ محدوده، وسعت و جمعیت و نیز ویژگی‌های منطقه ارائه می‌شود.
محدوده
منطقه شانزده از شمال به خیابان شوش، حدفاصل انبار نفت و میدان شوش، از شرق به خیابان فدائیان اسلام حدفاصل میدان شوش و بزرگراه آزادگان، از جنوب به بزرگراه آزادگان (حدفاصل خیابان فدائیان اسلام تا پل دوم آزادگان) و از غرب خیابان بهمنیار و بزرگراه شهید تندگویان و بزرگراه نواب محدود می‌شود. منطقه شانزده با مناطق هفده ،نوزده، بیست، پانزده، یازده و دوازده همسایه است. مرتفع‌ترین نقطه منطقه با ۱۱۱۸ متر ارتفاع درشمال منطقه و پست‌ترین نقطه با ارتفاع ۱۰۸۶ متر در جنوب منطقه واقع شده‌است.
وسعت و جمعیت
منطقه با۱۶۵۱ هکتار برای همین منطقه در شمار مناطق کوچک شهر تهران به‌شمار می‌رود. بر اساس آمار سال ۱۳۸۵ این منطقه دارای جمعیتی بالغ بر ۲۶۷۶۷۸ نفر است. همچنین جمعیت این منطقه براساس سرشماری سال ۱۳۹۵ ایران، ۲۷۸۷۸۳ نفر (۸۹٬۹۲۸ خانوار) شامل ۱۴۴٬۵۷۸ مرد و ۱۴۳٬۲۲۵ زن می‌باشد.

## مراکز مهم
مراکز متعدد فرهنگی و تفریحی، در این منطقه قرار دارد. بر اساس گزارش سال ۱۴۰۰ میزان فضای سبز منطقه ۱۷۸/۴۱ هکتار است؛ سرانه فضای سبز برای هر نفر معادل ۶/۷ مترمربع است. پارک بعثت با وسعت ۴۶ هکتار بزرگ‌ترین پارک منطقه و از جمله پارک‌های با مساحت زیاد در میان پارک‌های تهران منطقه شانزده قرار دارد.
بوستان‌ها و مراکز فرهنگی
برخی از مراکز فرهنگی و تفریحی منطقه به شرح زیر است.
- فرهنگسرای بهمن
- مجتمع فرهنگی هنری فجر
- پردیس سینمایی لوتوس
- سینما استیل
- سینما تراس چاپلین
- سینما توسکا
- سینما شریعتی
- سینما شیرین
- مجموعه فرهنگی و ورزشی شهربانو
- برج کبوترخانه علی‌آباد
- ابریشم
- ارکیده
- بهار
- پامچال
- سردار جنگل
- شقایق
- قاصدک
- گمرکات
- مادر
- مناف‌زاده (بنفشه)
- نرگس (بنی‌جمال)
- نسترن
- نور
- وصال
- کودک

مشاهیر
شماری از چهره‌های هنری، سیاسی و ورزشی در محله‌هایی از منطقه شانزده به دنیا آمدند و بزرگ شدند.
- محمد آفریده
- علی سلیمانی
- شهرام عبدلی
- سیروس همتی
- سید جمال ساداتیان
- ساعد باقری
- بهروز پیروزیان
- اکبر عبدی
- پرویز پرستویی
- حلیمه سعیدی
- داریوش فرضیایی
- مرتضی فنونی‌زاده
- نیلوفر اردلان
- محسن خلیلی
- فریبرز عسگری
- فرهاد کاظمی
- فرشاد علیزاده
- حمید استیلی
- فرشته کریمی
- اکبر فلاح
- شادی پریدر
- فرشاد پیوس
- امیر قلعه‌نویی

## محله‌ها
منطقه به شش ناحیه و نه محله تقسیم می‌شود.
- جوادیه
- نازی‌آباد
- یاخچی‌آباد
- باغ آذری
- خزانه
- شهرک بعثت
- شهرک شهید رجایی
- علی‌آباد جنوبی
- تختی

فلکه چهارم خزانه

## حمل و نقل عمومی
منطقه شانزده بار به عنوان یکی از خروجی‌های مهم تهران به سمت جنوب کشور بار ترافیکی قابل توجهی از شهر تهران را دارد. شهروندان تهرانی برای خروج از جنوب تهران از مسیرهای و شریان‌های مهم ارتباطی منطقه شانزده می‌گذرند؛ از جمله از طریق خیابان شهید رجایی، خیابان فداییان اسلام، بزرگراه تندگویان، بزرگراه بعثت همین مسئله به تردد جمعیت شناور یا گاه گره ترافیکی در منطقه شانزده دامن می‌زند. همچنین این منطقه به دلیل قرار گرفتن در مسیر حرم شاه عبدالعظیم، بهشت زهرا اواخر هفته معمولاً دارای ترافیک سنگین است.
بزرگراه
شهروندان منطقه شانزده به بزرگراه‌های تندگویان و بعث دسترسی دارند. مجموعاً ۷٬۷۲ کیلومتر از شبکه بزرگراهی تهران از منطقه شانزده می‌گذرد.
پایانه
پایانه بین شهری ترمینال جنوب از جمله پایانه‌های بزرگ بین شهری تهران در این منطقه قرار دارد.
مترو
مترو در محدوده شمال شرقی به جنوب شرقی در منطقه به طول۴۶۰۰ متر با شش ایستگاه در دسترس شهروندان است.
- ایستگاه راه‌آهن تهران
- ایستگاه متروی پایانه جنوب
- ایستگاه متروی شهید بخارایی
- ایستگاه متروی شوش
- ایستگاه متروی علی‌آباد
- ایستگاه متروی جوادیه

## پیوند به بیرن
- وب سایت سامانه مدیریت و برنامه‌ریزی استان تهران
- وبگاه رسمی منطقه ۱۶ تهران